# Météoroïde

Météoroïde, météore (étoile filante ou bolide) et météorite.

Un météoroïde est un petit corps du Système solaire (astéroïde, noyau cométaire ou fragment de ceux-ci) intermédiaire entre les astéroïdes, plus grands, et la poussière interplanétaire. Le terme est inventé par l'astronome Hubert Anson Newton en 1864,

## Description
La définition de l'Union astronomique internationale fournit une gamme de tailles, entre 30 micromètres et 1 mètre, tout en précisant que ces limites sont relativement arbitraires. En deçà, on parle de poussière interplanétaire (« IDP » en anglais, pour interplanetary dust particles) ; au-delà, on utilise le terme d'astéroïde. Néanmoins, dans le contexte des observations de météores, tout objet causant un météore peut être qualifié de météoroïde, indépendamment de sa taille.
Son errance et sa petite taille l'amènent en général à être capturé, le plus souvent en quelques millions à centaines de millions d'années, dans le champ gravitationnel d'une planète ou d'un satellite naturel, éventuellement à se consumer dans leur atmosphère ou à s’écraser sur leur surface solide. Le terme de météoroïde est celui de l'objet dans l’espace interplanétaire. S'il pénètre dans l'atmosphère terrestre, l'échauffement généré par la compression de l'air produit un phénomène lumineux qu'on observe depuis le sol (sur Terre). Ce phénomène est nommé météore (terme qui en fait dénomme tout phénomène atmosphérique observable). Selon la luminosité produite (fonction de la taille et de la vitesse de l'objet), le météore est rangé dans la catégorie des étoiles filantes ou des bolides (objets typiquement de plus d'un gramme). Si l'objet, ou plutôt ce qu'il en reste après sa traversée de l'atmosphère, fréquemment accompagnée d'une fracturation, atteint la surface solide, et qu'à la suite de l'impact, on en reconnaît des fragments, ceux-ci prennent alors le nom de météorite. Si l'objet ne fait qu'effleurer l'atmosphère, il est qualifié de bolide rasant (phénomène extrêmement rare).